# Якумо (броненосен крайцер)
Якумо (на японски: 八雲) е броненосен крайцер на Японския имперски флот от началото на XX век. По основни характеристики съответства на броненосните крайцери „Асама“. Единственият японски броненосен крайцер, построен в Германия.

## Проектиране и построяване
Последният броненосен крайцер по програмата (6+6) – „Якумо“ – е заложен през 1897 г. в германската корабостроителница „Вулкан“ в Щетин със срок за неговото предаване през април 1900 годинаа.

## Конструкция
Освен най-забележимата разлика – симетричните комини – спрямо крайцера „Азума“ е малко по-къс и тесен.

### Брониране
Бронирането е еднакво с това на крайцера „Азума“. За увеличаване на здравината им всички дебели броневи плочи са направени от броня, закалена по способа на Круп, а тънките (под 127 мм) – от хомогенна стоманоникелова броня. Бронираната палуба и покривите на кулите на главния калибър са направени от екстрамеката никелова стомана.
Главният брониран пояс „Якумо“ се простира от носа до кърмата и има височина 2,15 м. При нормално газене над водата се намират 0,6 м броня. В централната част на кораба има 68,4-метров участък от 178-мм плочи. Нататък към носа и кърмата неговата дебелина, както и на втората двойка крайцери британска постройка, съставлява 89 мм. Над главният пояс върви 127-мм горен. Неговата дължина съставлява 61,6 м, а височината – 2,4 м. Краищата на този пояс се затварят от плоски траверси, образувайки горната цитадела. Дебелината на носовата съставлява 152 мм, а на кърмовата – 32 мм.

### Въоръжение
Особеност във въоръжението на кораба става принципно другата конструкция на кулите на главния калибър. Никакво съхранение на боеприпаси няма вътре в кулите, подаването на снарядите и зарядите е от погребите, разположени под водолинията.
Основното въоръжение на „Якумо“ са две двуоръдейни кули, на носа и кърмата, с 203 mm/45 оръдия, с далечина на стрелбата до 18 km. Също и осем 152 mm/40 оръдия в каземати и четири такива зад бронирани щитове. Дванадесет 76 mm/40 и осем 47 mm/33 оръдия са противоминна артилерия.

### Енергетична установка
Силова установка: две парни машини и 24 водотръбни котела система „Белвил“.

### Мореходност
„Якумо“ показва крайно посредствена мореходност. Отсъствието на полубак заедно с претоварената от броня и въоръжение носова част го правят прекомерно „мокър“ и затруднява воденето на огън при лошо време от носовата кула на ГК и от казематите на долното ниво. Но на „Якумо“ такива каземати има само четири и всяка 6-дюймовка има свой индивидуален елеватор, което осигурява по-висока скорострелност на оръдията, поставени на горната палуба зад щитове.

## История на службата
„Якумо“ взема участие в Руско-японската война, във 2-ри боен отряд (1 броненосен крайцер и 3 бронепалубни крайцери, флаг на контраадмирал С. Дева на „Якумо“), част от Японския обединен флот под командването на адмирал Х. Того. По време на сраженията в Жълто море (10 август 1904 г.) и в Цушимското сражение е леко повреден.
От 1931 г. е учебен кораб. Предаден за скрап през 1947 година.

## Командири на кораба
- капитан 1-ви ранг Того Масамичи (Togo, Masamichi) – от 23 март 1899 г. до 1 ноември 1900 г[1].
- капитан 1-ви ранг Томиока Садаясу (Tomioka, Sadayasu) – от 1 ноември 1900 г. до 6 юли 1901 г[2].
- капитан 1-ви ранг Ясухара Кинджи (Yasuhara, Kinji) – от 6 юли 1901 г. до 25 юни 1903 г[2].
- капитан 1-ви ранг Мацумото Аринобу (Matsumoto, Arinobu) – от 25 юни 1903 г. до 2 ноември 1905 г[3].
- капитан 1-ви ранг Сендо Такетеру (Sendo, Taketeru) – от 7 април 1906 г. до 1 юли 1907 г[4].
- капитан 1-ви ранг Тонами Куракичи (Tonami, Kurakichi) – от 1 юли 1907 г. до 28 август 1908 г[5].
- капитан 1-ви ранг Нишияма Санечика (Nishiyama, Sanechika) – от 28 август до 10 декември 1908 г[6].
- капитан 1-ви ранг Егучи Ринроку (Eguchi, Rinroku) – от 31 януари 1911 г. до 21 септември 1911 г[7].

## Галерия
- „Якумо“ на котва, 1900 г.
- Пощенска картичка от 1905 г.
- „Якумо“ на котва, 1946 г.